# Stefaan van Lunéville

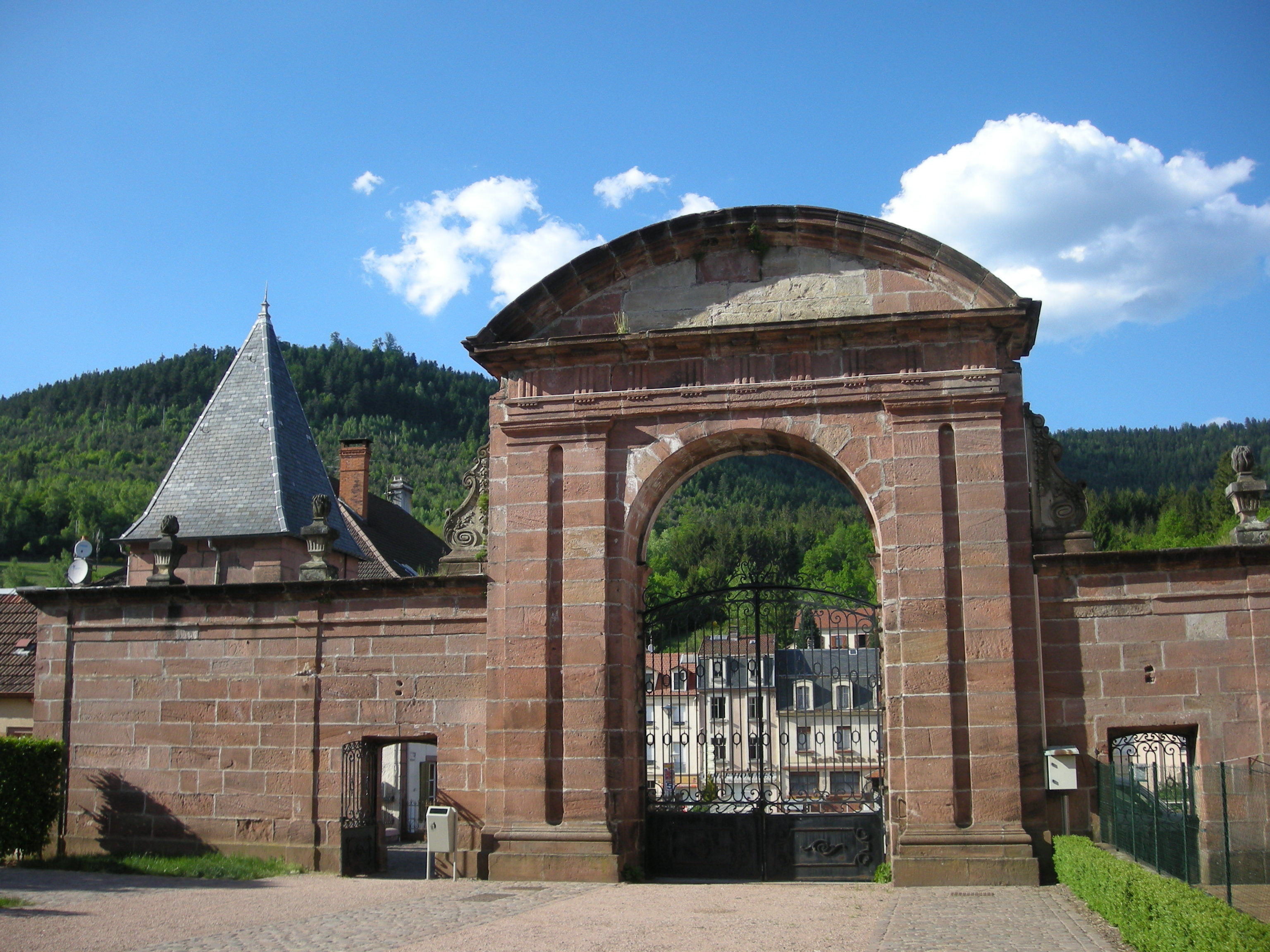
Abdij van Moyenmoutier in de Elzas, begraafplaats van prins-bisschop Stefaan

Stefaan van Lunéville (hertogdom Lotharingen, 10e eeuw) was prins-bisschop van Toul van 994 tot 995, in Oost-Francië.

## Levensloop
Stefaan was een telg van de familie der graven van Lunéville. Lunéville was een graafschap dat de hertogen van Lotharingen hadden geannexeerd. Hij was kanunnik in Metz. Het kapittel van de kathedraal van Toul verkoos hem tot bisschop van Toul, op aangeven van Liudolf , aartsbisschop van Trier en hoofd van de kerkprovincie waartoe Toul behoorde. Aartsbisschop Liudolf wijdde Stefaan buiten de stad Toul, namelijk in de abdij van Mettlach, want Liudolf had Toul in de ban van de kerk geslagen omdat zij in opstand gekomen waren tegen zijn gezag. Eenmaal in Toul aangekomen, nam Stefaan meerdere maatregelen om de openbare orde te herstellen.
Hij stierf een plotse dood in de abdij van Bonmoutier, een abdij van Benedictinessen die vandaag in de Franse gemeente Val-et-Châtillon te situeren is.  Stefaan werd begraven in de abdij van Moyenmoutier en nadien heilig verklaard. Zijn graf kende talrijke pelgrims.